# Bureau du salpêtre et de l'exploitation minière
Le bureau du salpêtre et de l'exploitation minière est un bureau du gouvernement civil chargé de fournir les États confédérés d'Amérique, ayant besoin de matériaux tels que le cuivre, le fer, le plomb, le salpêtre, le soufre, le zinc et d'autres métaux. Le bureau supervise les contrats civils et prodigue des conseils, des instructions et de l'assistance pour la production de ces matériaux. Le bureau du salpêtre et de l'exploitation minière est aussi connu comme le « CSNMB », le « bureau du salpêtre ». Le corps du salpêtre et de l'exploitation minière est la division militaire du bureau.
Le bureau du salpêtre et de l'exploitation minière fait partie du département de l'ordonnance confédéré, sous la supervision du général de Josiah Gorgas. Le bureau du salpêtre et de l'exploitation minière est supervisé par le général Isaac M. St. John.

## Personnel
La loi du congrès confédéré instituant le bureau du salpêtre et de l'exploitation minière déclare : « Que soit dit que le bureau sera composé d'un lieutenant-colonel à titre de surintendant, trois commandants comme surintendants adjoints, six capitaines et dix lieutenants, dans lequel seront inclus les officiers de la présent corps du salpêtre, qui devront avoir la même rémunération et indemnités prescrites pour les officiers de cavalerie de même niveau ». Le général Isaac M. St. John est nommé par la suite surintendant du bureau. Les autres personnes impliquées ou associées au bureau du salpêtre et de l'exploitation minière comprennent : George Washington Helme, Joseph LeConte, Nathaniel Thomas Lupton et Richard Sears McCulloh.

## Salpêtre
Le bureau du salpêtre et de l'exploitation minière est plus connu pour la production de salpêtre (nitrate de potassium) pour la Confédération. À cause du blocus des ports du Sud, le ravitaillement importé de poudre à canon et les matériaux sont hors de portée de la Confédération, et elle doit y subvenir sur ses seules ressources intérieures. La priorité est donnée à la fabrication de la poudre à canon. Le secrétaire à la Guerre pour les États confédérés déclare : « Que les commandants militaires reçoivent l'ordre et les officiers bureau du salpêtre sont autorisés à saisir le salpêtre dans les mains de personnes privées qui, soit refusent de le vendre soit en demande plus de 50 cents par livre.... Tous les quartiers-maîtres reçoivent l'ordre de donner la priorité au transport de salpêtre dans tous les autres entrepôts gouvernementaux. Richmond, Le 15 avril 1862 ».
La production civile de salpêtre est confortée par les petits exploitants agricoles, de tabac et les propriétaires de bétail, à partir de la saleté des caves et d'autres ressources.

### Saleté des granges
Plusieurs brochures sont imprimées par le bureau du nitre et de l'exploitation minière confédéré pour expliquer comment la poussière de bois, la fumée des maisons, des granges et des bâtiments de séchage du tabac peuvent être traitées pour en extraire les nitrates.

### Saleté des grottes
La saleté des grottes est exploitée pour produire le nitrate de calcium, ce qui sera combiné avec de la potasse pour créer le nitrate de potassium, un ingrédient nécessaire de la poudre à canon. Les cavernes de Lookout Mountain, la grotte de Morrell dans le comté de Sullivan, au Tennessee, la grotte de Nickajack, la grotte d'Organ et les grottes calcaires de Selma, en Alabama fournissent toutes des nitrates pour le bureau du salpêtre et de l'exploitation minière.

### Lits de salpêtre
Josehh LeConte, professeur de chimie et de géologie de l'université de la Caroline du Sud, écrit une brochure pour le bureau du salpêtre sur le processus pour la fabrication du salpêtre en 1862. Les lits de salpêtre sont construits avec un plancher en argile, bien enfoncé, qui est imperméable à l'eau, mais avec un drain pour éliminer les fluides. Puis de la terre noire est ajoutée à un lit surélevé sur ce plancher, fait avec du fumier noir. Des rameaux, des feuilles et autres éléments sont ajoutés pour créer des passages d'air et de la porosité dans la poussière. Un hangar sera construit autour et sur la pile pour le protéger du vent et de la pluie. « La pile est arrosée chaque semaine avec les plus riches types de fumier liquide, tels que l'urine, l'eau des excréments, l'eau des toilettes, des fosses septiques, les drains, &c ». Alors que la pile mûrit, le salpêtre est ramené à la surface.

### Sol de nuit
En manque de salpêtre nécessaire pour la fabrication de la poudre à canon, la Confédération envoie des agents à travers le Sud pour collecter des dépôts. John Harrelson, un agent à Selma, en Alabama, bureau du salpêtre et de l'exploitation minière, fait l'annonce suivante dans le journal local : « On demande respectueusement aux dames de Selma de préserver la soude des chambres recueillie dans leurs locaux dans le but de faire du salpêtre. Une barrique sera envoyée quotidiennement de la recueillir ». Ces poèmes n'ont pas tardé à être écrits par des soldats et des civils des deux côtés :

La version du Sud : 

« John Harrelson, John Harrelson, vous êtes une misérable créature,

Vous avez ajouté à cette guerre une nouvelle et terrible fonctionnalité,

Vous auriez pensé alors que chaque homme est destiné à être un combattant,

Les dames, bénissent leurs jolies filles, doivent garder leur p** pour le salpêtre,

John Harrelson, John Harrelson, où avez-vous obtenu cette idée,

Pour envoyer votre barrique autour de la ville ramasser cette lotion,

Nous avons pensé que les filles avaient assez de travail, en faisant des chemises et des baisers,

Mais vous avez mis les jolies filles à la p** patriotique,

John Harrelson, John Harrelson, priez pour inventer un mode plus propre

Et un mode un peu moins impudique pour obtenir votre salpêtre,

Pour c'tte idée affreuse, John, corditeuse (gunpowdery)  et loufoque,

Que lorsqu'une femme soulève sa jupe, elle tue un Yankee. »

— Un appel à John Harrelson

Un peu plus tard la version Yankee paraît : 

« John Harrelson, John Harrelson, nous avons lu en chanson et en histoire

Comment les larmes des femmes à travers toutes les années ont mouillé les champs de la gloire,

Mais il n'a jamais été dit avant, comment, au milieu de ces scènes de massacre,

Vos beautés du Sud sèchent leurs larmes et vont pour faire de l'eau,

Pas étonnant que vos garçons soient courageux, qui ne peuvent pas être un combattant,

Si à chaque fois qu'il a tiré, il a utilisé le salpêtre de son amour ?

Et, vice-versa, qu'est-ce qui pourrait rendre un soldat Yankee plus triste,

Qu'en esquivant les balles tirées par la vessie d'une jolie femme. »

### Poudreries
Les poudreries confédérées à Augusta, en Géorgie, sont utilisées pour la fabrication de la poudre à canon à partir du salpêtre, du charbon et du soufre produits par le bureau du salpêtre et de l'exploitation minière.

## Production de fer
Le bureau du salpêtre et de l'exploitation minière est responsable de l'extraction, du raffinage et de la production de fer.
Parce que la production de fer est tellement importante, le bureau a envoyé des informations sur la nécessité de faire respecter les contrats avec des entreprises et des individus.

## Production de plomb, d'argent et de zinc
Le plomb et le zinc sont nécessaires au département de la Guerre confédéré pour la fabrication d'armes et de munitions.
Une certaine quantité de plomb et de zinc est exploitée dans l'Arkansas et le Missouri. « Au début de la guerre, les troupes confédérées ont saisi les riches mines de plomb de Granby au sud-ouest du Missouri, puis se sont présentées comme capables de fournir la totalité du plomb nécessaire pour la cause de la Confédération. En 1861, 75 000 livres de minerai de plomb par mois sont transportées par voie terrestre vers Van Buren (comté de Crawford), pour être expédiés à Memphis, Tennessee, aux usines de l'ordonnance. La perte du Missouri au profit de l'Union à la suite de la bataille de Pea Ridge, dans l'Arkansas, signifiait la perte cette importante source de matériaux de guerre. Le bureau confédéré du salpêtre et de l'exploitation minière extrait le plomb et le salpêtre (un ingrédient pour la poudre) dans les comtés de Newton, Marion, Pulaski, et Sevier. Cependant, ces opérations se sont avérées trop proches des lignes ennemies, et ont été très vite abandonnées pendant plus trouver des sources sûres au Texas ».
Le plomb est également extrait en Caroline du Nord. L'argent doit être séparé du minerai de plomb, ce qui est un processus coûteux. Le bureau du salpêtre et de l'exploitation minière prend le contrôle de la production des mines de Silver Hill, en Caroline du Nord. « Dans les phases initiales de la guerre, des géologues et des agents du gouvernement ont souligné la valeur et la portée des gisements de plomb de Silver Hill, louant au départ des mines pour six cents dollars par mois. En dehors d'une mine bien connue à Wytheville, Silver Hill a été la seule autre mine d'ampleur dans le sud-est, et, avec son parc de machines et équipements déjà en place, cela a été une importante acquisition pour le nouveau gouvernement ».
Le plomb est également extrait à Wytheville, en Virginie, exploité par l'Union Lead Company. Cette mine de plomb fournit d'un quart à un tiers du plomb utilisé par les États confédérés, et est l'une des principales cibles des raids de l'Union.
Le bureau du salpêtre et de l'exploitation minière cherche également « mines d'argent perdues » près de Camden (Arkansas). Ces légendes datent des premières années de l'État, mais la Confédération est assez désespérée pour essayer de trouver ces mines légendaires.

## Publications
- États confédérés d'Amérique. Un projet de loi pour créer un bureau du salpêtre et de l'exploitation minière. [Richmond]: [éditeur non identifié], 1863. (OCLC 19659275).
- États confédérés d'Amérique. bureau du salpêtre et de l'exploitation minière. Message du Président... 15 février 1865 et communication su secrétaire de la Guerre, transmission d'un rapport du chef du bureau du salpêtre et de l'exploitation minière. Richmond, en 1865. Industrie du fer et commerce. « L'Information... par rapport au nombre de fourneaux de fer et forges utilisés par des agents du gouvernement ou par des entrepreneurs, au cours de l'année 1864, et le coût par tonne de plusieurs types de fer fournis par eux ».
- États confédérés d'Amérique. Ordres généraux. [Amendement aux ordres généraux, No 72 de 1862 relatifs aux certificats d'invalidité et aux règlements autorisant le surintendant du bureau du salpêtre et de l'exploitation minière à appliquer des contrats du gouvernement pour le Fer, le plomb et d'autres Munitions], no 14, no 14. Richmond: Le Bureau, 1863.
- États confédérés d'Amérique. 1863. bureau du salpêtre et de l'exploitation minière. Circulaire C. S. du département de la Guerre, bureau du salpêtre et de l'exploitation minière, Richmond, 1er décembre 1863..
- États confédérés d'Amérique, Nathaniel A. Pratt, et B. A. Stovall. bureau du salpêtre et de l'exploitation minière, dans le deuxième district, livre de lettres. 1864. Résumé: La collection se compose d'un livre de lettres de la correspondance officielle du deuxième district (Caroline du Sud, Géorgie, Floride et Alabama) du bureau du salpêtre et de l'exploitation minière des États confédérés d'Amérique à partir d'octobre 1864 - avril 1865. La correspondance, les factures, les reçus, les comptes documentent les activités du bureau et contiennent de l'information sur un incendie (octobre 1864) qui a détruit le quartier général du bureau d'Augusta (Ga.) et les problèmes qui en ont découlé pour rétablir le laboratoire, les envois reçus et envoyés, les problèmes d'obtention des équipements et des fournitures, et des expériences chimiques avec du salpêtre et de la potasse. Le livre de lettres contient aussi quelques descriptions des mouvements de troupe de la Confédération et de l'Union, des batailles, et des actions du gouvernement confédéré. La plupart de la correspondance a été écrite par Nathaniel A. Pratt ou le capitaine B. A. Stovall. (OCLC 38476479).
- États confédérés d'Amérique, et Samuel Cooper. Les ordres généraux. [Réglementations relatives aux affectations et à des ordres militaires pour le corps du salpêtre et l'exploitation minière] no 18 no 18. Richmond: s.n, 1864.
- Gorsuch, R. B., et William Richardson Hunt. [Faits portant sur la production de fontes dans le haut fourneau, et sur le processus de re-fusion dans le Cupelo]. [Selma, Ala.]: [éditeur non identifié], 1863.
- Leconte, Joseph. 1862. « Instructions pour la Fabrication du Salpêtre ». 14 pages. Columbia, S. C. Charles P. Pelham, imprimeur de L'État. 1862. « publié avec l'autorisation du conseil exécutif sous la direction du Colonel James Chestnut, Jr, chef du département militaire ». « Cette brochure est publiée dans l'optique de fournir de l'information à ceux qui pourraient être tentés de s'engager dans la production de salpêtre. Alors que le raffinement nécessitera un processus beaucoup plus difficile et coûteux, l'État s'engagera à l'entreprendre. L'entreprise privée peut donc facilement fournir de la matière brute, l'État achètera au juste prix, et la préparera pour tous les usages requis ».